# Euragallia albopunctata
Euragallia albopunctata är en insektsart som beskrevs av Paul W. Oman 1938. Euragallia albopunctata ingår i släktet Euragallia och familjen dvärgstritar. Inga underarter finns listade i Catalogue of Life.